# Enakokrili kačji pastirji
Enakokrili kačji pastirji (znanstveno ime Zygoptera) so podred kačjih pastirjev, v katerega uvrščamo približno polovico od 5.500 znanih vrst kačjih pastirjev.
Prepoznamo jih predvsem po lastnosti, da sta oba para njihovih kril med seboj podobna (odtod tudi njihovo ime), med mirovanjem pa jih držijo skupaj ali rahlo razmaknjena nad telesom. Pterostigme nimajo. Za razliko od raznokrilih kačjih pastirjev se krila proti bazi počasi ožajo. V splošnem so to vitke žuželke in šibkejši letalci od raznokrilih, predvsem samci so pogosto kovinsko obarvani. Na zadku imajo samci štiri okončine - par cerkov in par krpatih paraproktov. Samice imajo namesto tega leglico, ki daje zadku otekel videz. Na glavi je par razmeroma velikih sestavljenih očes, ki sta za razliko od raznokrilih kačjih pastirjev na kratkih pecljih in se nikoli ne stikata na vrhu glave. Ličinke prepoznamo po tem, da imajo tri škržne izrastke na konici zadka, ki so lahko listasti, vrečasti ali trirobi. Drugih okončin na zadku nimajo. Poleg tega so vitke, z glavo, ki je širša od preostanka telesa. Vrste je včasih težavno ločevati med seboj, predvsem samice so si lahko zelo podobne, medtem ko je samce različnih vrst mogoče ločiti po obliki in obarvanosti kril ter barvi spodnje strani konice zadka.
Enakokrili kačji pastirji živijo po vsem svetu. Največjo raznolikost dosegajo v tropih, kjer živijo tudi največji predstavniki, ki merijo do 15 cm v dolžino in imajo razpon kril 20 cm. Živijo skoraj izključno v neposredni bližini hitro tekočih voda, kjer so lahko zelo številčni. Samci si vzpostavijo teritorije s primernimi mesti za odlaganje jajčec, ki jih branijo pred vsiljivci. Samicam dvorijo z zapletenim plesom v zraku pri katerem razkazujejo barvo kril in konice zadka.
Različni avtorji razlagajo fosilne ostanke različno; po mnenju nekaterih avtorjev so enakokrili kačji pastirji bazalna skupina kačjih pastirjev, iz katere sta se razvili preostali dve. Če to drži, so Zygoptera v filogenetski klasifikaciji neveljavna skupina. Po mnenju drugih sta tako Anisoptera kot Zygoptera jasno monofiletski skupini, ki sta se razvili ločeno. Najzgodnejše fosile, ki jih lahko nedvomno označimo za enakokrile kačje pastirje, datiramo v trias.